# دون سيباستيان
دون سيباستيان (بالإسبانية: Don Sebastian)‏ هو مصارع هاوي مكسيكي، ولد في 1911، وتوفي في 30 نوفمبر 1987.